# 葉立中
葉立中（1982年2月15日—）為華裔菲律賓籃球運動員，高中以前接觸過足球、棒球以及田徑，2005年7月與克莉絲·阿基諾結婚，2007年兒子炳比（Bimby）誕生，2012年兩人的婚姻經法院批准無效。

## 外部連結
- 葉立中在fiba.basketball（英语）
- 葉立中在Eurobasket.com（球員）（英语）
- 葉立中在RealGM（英语）
- 葉立中在Proballers（英语）